# Zomborácz Virág
Zomborácz Virág (Budapest, 1985. január 11. –)  magyar író, forgatókönyvíró, filmrendező.
Forgatókönyvíró–dramaturg szakon végzett a Színház- és Filmművészeti Egyetemen, közben ösztöndíjasként filmrendezést tanult a madridi ECAM-on. 2011-ben MEDIA Talent díjat kapott Cannes-ban. Az Utóélet az első nagyjátékfilmje, amit 2014-ben Karlovy Varyban mutattak be.

## Filmjei
- Utóélet (2014) nagyjátékfilm
- Dipendenza (2013) animációs rövidfilm
- Valami kék (2011) rövidfilm
- Nyomtávváltás (2007) rövidfilm
- A macska szerepe a francia irodalomban (2006) rövidfilm

## Sorozatok
- Jóban Rosszban (2010-2012) storyliner
- Fapad (2014) rendező
- Aranyélet (2015-2016) forgatókönyvíró
- Egynyári kaland (2017–2019) forgatókönyvíró, rendező
- A tanár (2021) forgatókönyvíró
- A Király (2022–2023) forgatókönyvíró, rendező (2-3-4. rész)

## Irodalmi művek
- Nincs többé magány (megjelent a Dzsungel a szívben c. irodalmi antológiában) (2010)
- Uzsonna és közgyönyör (megjelent a Szomjas Oázis c. irodalmi antológiában) (2007)

## Díjak, elismerések[2]
- Bergamo International Film Festival - Közönségdíj (2015)
- Junior Prima díj (2014)
- Semnici International Film Festival Valladolid – Legjobb játékfilm (2014)
- Anima – Legjobb rövidfilm (2013)
- Monstra – Jury Honorable Mention (2013)
- KAFF – Legjobb rövidfilm, Filmkritikusok díja (2013)
- MEDIA European Talent Prize Cannes (2011)
- Magyar Filmszemle – Különdíj (2011)
- Mediawave Nemzetközi Filmfesztivál – Legjobb kisjátékfilm (2011)
- Alter-Native International Short Film Festival Marosvásárhely – a Radio Romania különdíja (2011)
- BuSho International Film Festival – a Diákzsűri különdíja (2011)
- Juvenale International Film Festival Maria Saal – Grand Prix (2009)
- Ibsen Competition of the Royal Norwegian Embassy – Fődíj (2008)
- Muuuvi International Film Festival Gyergyószárhegy – Legjobb rövidfilm, Legjobb forgatókönyv (2008)

## Külső források, interjúk
- Talán megy az anyázás - Origo (2013. 04. 16.)
- Magyar film így még nem volt vicces - Origo (2014. 07. 06.)
- „A nőktől elvárják, hogy ne férfiasan irányítsanak” - Nők Lapja Café (2014. 07. 16.)
- Rendezés közben nem érek rá parázni saját magamon Archiválva 2015. május 26-i dátummal a Wayback Machine-ben - Marie Claire (2014. 08. 26.)
- "Nem kezdtem el életművet építeni" - Revizor (2014. 09. 11.)
- "Szövegekkel lehet levenni a lábamról" - Magyar Narancs (2014. 09. 11.)
- "Újra el kellene törni" - Filmvilág (2014. 09. 13.)
- Beleszerettek az Utóéletbe a rohadt kritikusok - 444.hu (2014. 09. 14.)
- Művészet és íróasztal - NeighbourArt (2014. 12. 28.)